# Joaquín Domínguez Bécquer
Joaquín Domínguez Bécquer – hiszpański malarz kostumbrysta tworzący w XIX wieku.
Pochodził z rodziny artystów, jego kuzyn José Domínguez Bécquer również był malarzem. Po przedwczesnej śmierci kuzyna, Joaquín zajął się wychowaniem i artystyczną edukacją jego synów: poety Gustavo Adolfo Bécquer i malarza Valeriano Domínguez Bécquer.
Studiował w Akademii Sztuk Pięknych w Sewilli. Był przedstawicielem hiszpańskiego kostumbryzmu, malował scenki rodzajowe często o tematyce związanej z Sewillą (La Plaza de la Maestranza de Sevilla, la Vista de Sevilla desde la Cruz del Campo y La Feria de Sevilla). Na zlecenie dworu Izabelli II pracował przy restauracji królewskiego Alkazaru w Sewilli, później został mianowany nadwornym malarzem i nauczycielem rysunku bratanków królowej. Jego dzieła można oglądać w Muzeum Sztuk Pięknych w Sewilli.